# Parahelichus
Parahelichus é um género de escaravelho aquático da família Dryopidae descrito por Bollow em 1940. Foi, inicialmente considerado por este autor como um subgénero do género Helichus, incluindo as espécies Pomatinus angulicollis, Reitter, 1887; Dryops fenyesi Reitter, 1894; Helichus hintoni Bollow, 1940 e Helichus koltzei, Bollow, 1940. Em 1990, Nelson considerou que o subgénero era um género válido, ainda que não tenha definido a espécie tipo. Löbl & Smetana, em 2006, definiram a espécie Pomatinus angulicollis como sendo a espécie tipo.

## Espécies
- Parahelichus angulicolli Reitter, 1887
- Parahelichus fenyesi Reitter, 1894
- Parahelichus granulosus Delève, 1974
- Parahelichus hintoni Bollow 1940
- Parahelichus koltzei Bollow 1940
- Parahelichus pseudogranulosus Löbl & Smetana, 2006